# 漢城百済駅
漢城百済駅（ハンソンベクチェえき）は、大韓民国ソウル特別市松坡区にあるソウル地下鉄9号線の駅。駅番号は935。

## 駅構造
島式ホーム1面2線を有する地下駅で、ホームドアが設置されている。

### のりば
| 上り | 9号線 | 総合運動場駅・新論峴・金浦空港・開花方面     |
| 下り | 9号線 | オリンピック公園・遁村五輪・中央報勲病院方面 |

## 駅周辺
- 漢城百済博物館（朝鮮語版）
- オリンピック公園
- ソウル地下鉄8号線 夢村土城駅
- 芳荑2洞住民センター
- 芳荑中学校（朝鮮語版）

## 歴史
- 2018年8月9日 - 駅名を「漢城百済駅」に確定[1]。
- 2018年12月1日 - 開業。

## 隣の駅
ソウル市メトロ9号線
 9号線
急行
通過
一般（各駅停車）
松坡ナル駅 (934) - 漢城百済駅 (935) - オリンピック公園駅 (936)